# Fata care trebuia să moară
Fata care trebuia să moară (titlul original: în suedeză Hon som måste dö) este un roman polițist, al șaselea volum al seriei Millennium și al treilea scris de suedezul David Lagercrantz care a continuat seria începută de compatriotul său Stieg Larsson dar întreruptă după decesul celui din urmă. Romanul a fost publicat pe plan mondial la data de 22 august 2019. Romanul a fost tradus în română și publicat de Editura Trei.

## Rezumat
Un cerșetor este găsit mort în centrul Stockholmului. Fredrika Nyman, medicul legist responsabil cu autopsia cadavrului, descoperă mai multe numere de telefon într-unul din buzunarele victimei, iar unul dintre ele se dovedește a fi cel al lui Mikael Blomkvist, celebrul jurnalist de investigație al revistei Millennium. După câteva zile în care a încercat în zadar să identifice cadavrul, ea a decis să-l sune pe jurnalist, spunându-și că poate o cunoștea pe această persoană. Nu este cazul, dar energia Fredrikei Nyman este contagioasă și Mikael Blomkvist va porni o nouă anchetă care îl pune în contact cu Catrin Lindås, o colegă față de care are o părere proastă. Însă după prima lor întâlnire, o atracție reciprocă îi împinge unul în brațele celuilalt. Catrin dezvăluie că a avut o altercație cu cerșetorul cu puțin timp înainte de moartea lui și apoi încearcă să-l ajute pe Mikael în ancheta sa, ceea ce îi conduce la Johannes Forsell, ministrul suedez al apărării. 
Lisbeth Salander se ascunde la Moscova pentru a încerca să scape odată pentru totdeauna de sora ei geamănă Camilla. Lisbeth are în curând ocazia să o omoare pe Camilla, dar în ultimul moment ezită și nu își poate duce la capăt răzbunarea. Ea reușește totuși să scape.
Mikael o contactează pe Lisbeth căreia îi cere ajutor în privința cerșetorului. Datorită cunoștințelor foarte bune de genetică, ea reușește să găsească o anumită genă în analiza ADN-ului cerșetorului, aflând că acesta era un șerpaș care lucrase pe Everest. Johannes Forsell luase parte la o expediție pe Everest cu câțiva ani în urmă, iar suspiciunile lui Mikael se îndreaptă rapid către el. Dar acesta din urmă, luptându-se de câteva luni cu o agresivitate plină de ură pe rețelele de socializare, a încercat să se sinucidă înotând cât mai departe posibil într-un lac rece și adânc. Mikael, avertizat de dispariția sa bruscă de către soția sa Rebecka Forsell cu care stabilise unele legături, reușește să-l recupereze, nu fără a fi nevoit să fie salvat el însuși de polițiștii sosiți la scurt timp după. Odată recuperat, Johannes Forsell oferă amănunte despre expediția pe Himalaya din care făcuse parte, al cărei principal șerpaș fusese Nima Rita, numele cerșetorului găsit mort și despre care între timp se stabilise că murise din cauza unei supradoze de droguri. Svante Lindberg, un prieten al lui Johannes Forsell, care a participat și el la această expediție, este instigatorul acestei crime. Este arestat datorită mărturiei ministrului apărării, care demisionează. Agentul secret Janek Kowalski care făcuse parte din expediție 
Camilla Salander, în urma încercării de răzbunare a lui Lisbeth, decide să-l răpească pe Mikael Blomkvist pentru a-și forța sora să se predea ei. Mikael este torturat de fostul agent GRU Ivan Galinov, hackerul Camillei, iar Lisbeth este avertizată printr-un videoclip. Ea reușește să-l localizeze pe Mikael, prizonierul Camillei, într-un depozit abandonat. După un schimb de focuri lung, Lisbeth a reușit să-l elibereze pe Mikael, care a scăpat cu arsuri grave la picioare, în timp ce ea însăși a fost împușcată în braț. În confruntare, Camilla este arsă foarte grav și apoi preferă să se împuște în cap decât să trăiască așa.
La final, povestea șerpașului este publicată de Millennium, iar Rita primește o înmormântare adecvată. Blomkvist își încheie povestea despre prăbușirea bursei cu o avertizare despre vinovatul adăugat de Salander, care îi dă foc casa din copilărie pentru a merge mai departe

## Recenzii de la critici
O recenzie a The Washington Post a remarcat accentul pus pe personajul lui Blomkvist notând că „De data aceasta Salander este mai puțin prezentă fizic – și asta e păcat, pentru că este fascinantă”, dar a simțit că romanul a avut mai puțină „violență și sângerare” care erau proeminente în romanele precedente. The Guardian a considerat că, în timp ce proza lui Lagercrantz este mai utilă decât scrierea originală în mod deosebit de groaznică, până în acest moment, personajele principale au devenit, din păcate, supuse legii randamentului descrescător – în special Salander, care acum este doar o eroină nemaipomenită.

## Traduceri în limba română
- Fata care trebuia să moară. Millennium 6, Editura Trei, 2019[1]